# Nordreisa
Nordreisa (tiếng Bắc Sami: Ráissa suohkan, Kven: Raisin komuuni) là một đô thị ở hạt Troms, Na Uy. Trung tâm hành chính của đô thị này là làng Storslett.
Đô thị này bao gồm các thung lũng Reisadalen, với sông Reisa và rừng thông, bao quanh bởi núi và cao nguyên cao. Hầu hết mọi người sống trong Storslett, nơi con sông này gặp các vịnh hẹp. Gần Sørkjosen có sân bay Sørkjosen. Xa lộ E6 châu Âu chạy qua phần phía bắc của đô thị này.